# Luis Cabrera (Tabasco)
Luis Cabrera es una localidad del municipio de Huimanguillo ubicado en la subregión de la Chontalpa del estado mexicano de Tabasco.

## Geografía
La localidad de Luis Cabrera se sitúa en las coordenadas geográficas 18°01′02″N 93°56′15″O / 18.017222, -93.937500, a una elevación de 1 metro sobre el nivel del mar.

## Demografía
Según el Conteo de Población y Vivienda 2020, efectuado por el Instituto Nacional de Estadística y Geografía, la localidad de Luis Cabrera tiene 28 habitantes, de los cuales 16 son del sexo masculino y 12 del sexo femenino. Su tasa de fecundidad es de 2.89 hijos por mujer y tiene 9 viviendas particulares habitadas.
| Gráfica de evolución demográfica de Luis Cabrera entre 1995 y 2020 |
|                                                                    |
| INEGI.                                                             |